# Jean-Pierre Müller
Jean-Pierre Müller OSB (* 24. Februar 1904 in Hollerech; † 2. November 1979) war ein luxemburgischer Philosophiehistoriker.

## Leben
Er trat mit der Profess am 6. August 1925 in die Benediktinerabtei Clerf ein. Von 1942 bis 1976 lehrte er als Professor am Pontificio Ateneo Sant’Anselmo Philosophiegeschichte.

## Schriften (Auswahl)
- als Herausgeber: Le correctorium corruptorii „Circa“ de Jean Quidort de Paris. Rom 1941, OCLC 65412254.
- als Herausgeber: Rambert de Primadizzi de Bologna: Apologeticum veritatis contra corruptorium. Rom 1943, OCLC 977979280.
- als Herausgeber: Le correctorium corruptorii 'Quaestione'. Texte anonyme du ms. Merton 267. Rom 1954, OCLC 187192484.
- als Herausgeber: Atlas O.S.B. Benedictinorum per orbem praesentia. Benedictines throughout the world. Rom 1973, OCLC 3030909.